# Liz Truss
Mary Elizabeth Truss, mer känd som Liz Truss, född 26 juli 1975 i Oxford, är en brittisk politiker. Hon var ledare för det brittiska konservativa partiet och Storbritanniens premiärminister mellan den 6 september och 25 oktober 2022. Den 20 oktober meddelade Truss att hon avgår, efter bara sex veckor på posten, sedan regeringens budgetförslag mött omfattande kritik. Hon är därmed Storbritanniens kortast tjänstgörande premiärminister någonsin. Tidigare har hon bland annat varit Storbritanniens utrikesminister och jämställdhetsminister. Hon var ledamot av underhuset för valkretsen South West Norfolk mellan 2010 och 2024.
Under Truss korta regeringstid avled drottning Elizabeth II efter mer än 70 år på tronen. Truss kom därmed att bli den förste premiärministern sedan Winston Churchill att tjäna under två monarker.

## Biografi

### Uppväxt och bakgrund
Truss föddes i Oxford, men växte senare upp i Paisley i Skottland och Leeds i England. Hennes far John Truss var professor i teoretisk matematik vid University of Leeds. Hennes mor var sjuksköterska och kampanjade för kärnvapennedrustning. Truss har beskrivit sina föräldrar som politisk vänster.
Hon studerade filosofi, ekonomi och politik på Merton College vid Oxfords universitet. Under studietiden var hon en aktiv studentpolitiker för Liberaldemokraterna och förespråkade bland annat att avskaffa monarkin. Innan studierna var över hade hon dock hunnit byta parti till Konservativa partiet.
Efter studierna arbetade Truss som ekonom för Shell och telekomföretaget Cable & Wireless.

### Politisk karriär
Liz Truss ställde upp i parlamentsvalet 2001 i valkretsen Hemsworth i West Yorkshire, men förlorade. Hon försökte igen i parlamentsvalet 2005, denna gång i valkretsen Calder Valley, West Yorkshire, men förlorade på nytt. Inför parlamentsvalet 2010 blev hon utvald av David Cameron som toppkandidat, och placerades i valkretsen South West Norfolk, som anses vara ett säkert konservativt mandat. Hon fick över 13 000 röster och vann valkretsens parlamentsplats.
I september 2012 fick Truss för första gången plats i regeringen. I folkomröstningen om Storbritanniens medlemskap i EU 2016 kampanjade hon för att landet skulle fortsätta vara medlem i unionen. Efter omröstningen bytte hon dock fot och uttalade sig positivt om de möjligheter som följde med Brexit. När Theresa May avgick som premiärminister och partiledare 2019 blev Truss en av de första ministrarna att stödja Boris Johnsons kandidatur till partiledarposten. När Boris Johnson tillträtt som premiärminister utsåg han Truss till utrikesminister, en post som hon tillträdde den 15 september 2021.

### Brittisk premiärminister

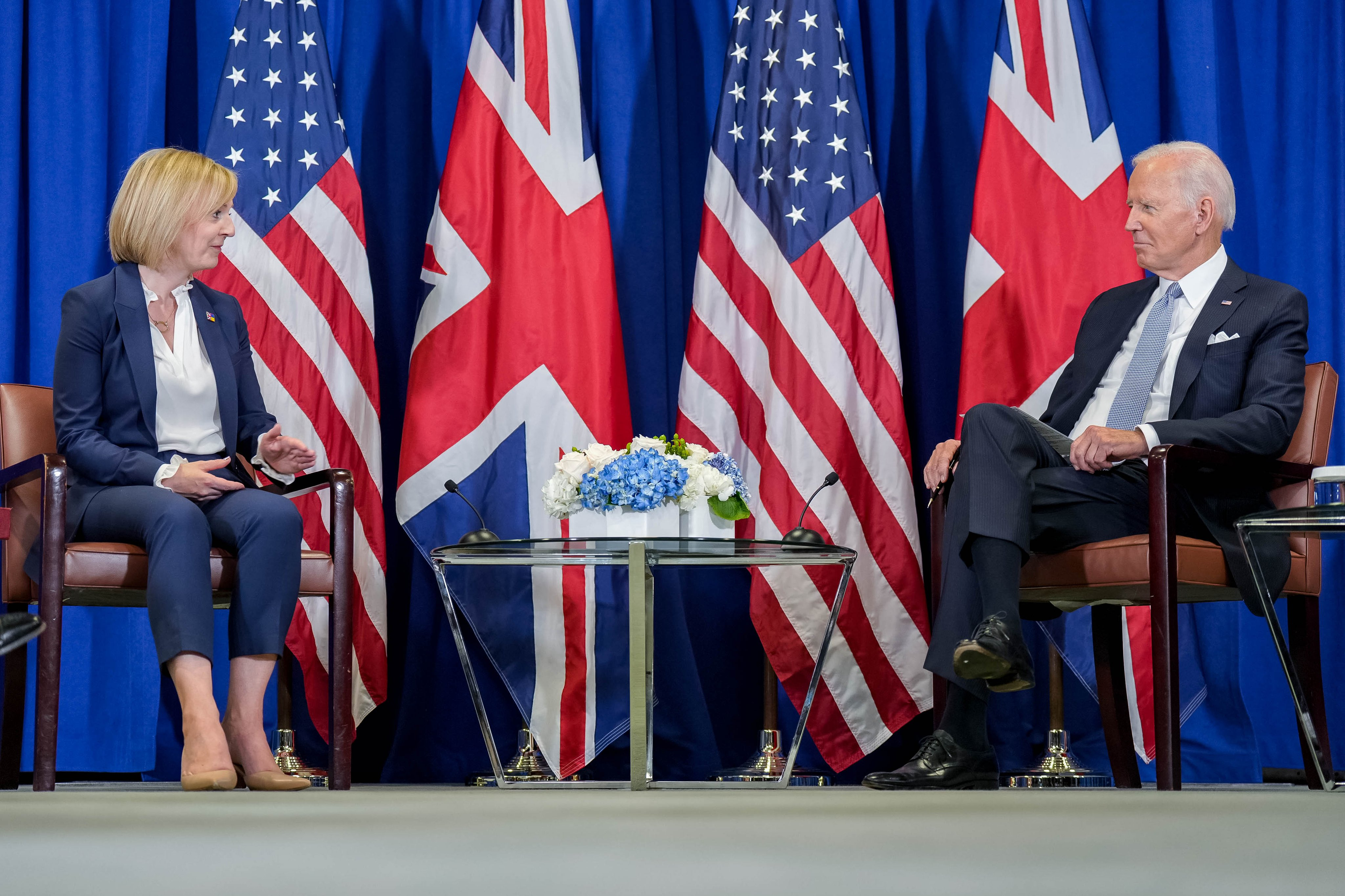
Truss med USA:s president Joe Biden i september 2022

När premiärminister Boris Johnson meddelade sin avgång i juli 2022 blev Truss en av kandidaterna till att ta över partiledarposten. Tillsammans med Rishi Sunak var hon en av två kvarvarande kandidater vid partiets omröstning under augusti 2022 och den 5 september 2022 meddelades att Truss valts till ny partiledare.
Den 6 september tog drottning Elizabeth II emot Truss vid en audiens i drottningens sommarslott Balmoral Castle i Skottland. Under mötet utsåg drottningen formellt Truss till Storbritanniens premiärminister.
Truss är den tredje kvinnan som brittisk premiärminister efter Margaret Thatcher (1979–1990) och Theresa May (2016–2019); samtliga tre tillhör Konservativa partiet. Hon var den femtonde och sista premiärministern som drottning Elizabeth utsåg under sin regeringstid, och den enda vars tillträdesaudiens hållits på en annan plats än Buckingham Palace. Liz Truss är också den första brittiska premiärministern som har tjänstgjort under två monarker sedan Winston Churchill. Hon efterträddes på posten som partiledare och premiärminister av Rishi Sunak.

## Politik som premiärminister

### Utnämning
Efter att Boris Johnson avgick som premiärminister togs Truss, som vald ledare för de konservativa partiet och det största partiet i parlamentet, emot av Elizabeth II på Balmoral Castle i Skottland, den första och enda premiärministern som inte tagits emot av en brittisk monark på Buckingham Palace. Truss utsågs till Storbritanniens nya premiärminister i en av drottningens sista officiella handlingar före hennes död två dagar senare den 8 september 2022 vid 96 års ålder. Den 10 september 2022 avlade Truss och hennes seniora parlamentsledamöter en trohetsed till Charles III vid ett extrainsatt möte i parlamentet.

### Kabinett
Truss utnämnde sitt kabinett och andra ministrar den 6 september 2022. Hon utsåg Thérèse Coffey, en nära vän och allierad till vice premiärminister och hälsosekreterare. Hon utsåg Kwasi Kwarteng till finansminister, James Cleverly till utrikesminister och Suella Braverman till inrikesminister. Hon avskedade Kwarteng 38 dagar senare och ersatte honom med Jeremy Hunt. Braverman avgick som inrikesminister efter 43 dagar, på grund av ett "ärligt misstag" som involverade att dela sekretessbelagd information på en privat telefon. Hon var också mycket kritisk mot Truss ledarskap i sitt avskedsbrev. Truss ersatte henne med Grant Shapps.

### Popularitet
Enligt en mätning från Yougov var Truss den brittiska premiärminister med lägst förtroende någonsin. Flertal andra undersökningar rankade henne som extremt impopulär.

### Inrikespolitik
Den 23 september 2022 föreslog Kwasi Kwarteng, dåvarande finansminister, en mini-budget med förslag att sänka skatten avsevärt, avskaffandet av skattesatsen på 45 % för inkomster över 150 000 pund, sänkt skattesats för basinkomst, stopp för redan beslutade och planerade höjningar av socialförsäkringsavgifter och bolagsskattesatser; avskaffande av en föreslagen hälso- och socialavgift, höjd stämpelskatt med mera. Förslagen togs emot negativt av allmänheten och bidrog till en stor nedgång i opinionen för det konservativa partiet och förtroendesiffrorna för Truss.
I början försvarade Kwarteng minibudgeten men efter Truss instruerat honom att upphäva avskaffandet av skattesatsen på 45 %, backade han från förslaget den 3 oktober 2022. Truss bestämde senare att förslaget om sänkt bolagsskatt skulle plockas bort från minibudgeten och meddelade att Kwarteng fick avgå som finansminister. Han ersattes sedermera av Jeremy Hunt den 14 oktober. Hunt ändrade därefter de återstående försäkringarna som tillkännagavs i minibudgeten, med undantag för nedskärningar på folkförsäkringsavgifterna och höjning av stämpelskatten. Hunt sänkte också energiprisgarantin från två år till sex månader.

### Utrikespolitik
Under sina tre första veckor som premiärminister talade Truss inför flera hundratals världsledare vid drottningens begravning och höll en omgång diplomatiska möten vid sidan av den då pågående generalförsamlingen i FN den 21 september 2022. Dessutom höll hon ett tal där hon ville att folk skulle få behålla mer av sin inkomst.

### Avgång
Truss meddelade den 20 oktober 2022 att hon avgår som Storbritanniens premiärminister efter 45 dagar på posten. Detta gör henne till den premiärminister i Storbritanniens historia som tjänstgjort kortast tid. Hennes avhopp som premiärminister efterföljdes en dramatisk debatt i Storbritanniens underhus dagen innan över en omröstning om hydraulisk spräckning. Den första krisen under hennes korta tid som premiärminister inleddes den 23 september 2022 när hennes finansminister Kwasi Kwarteng introducerade sin minibudget som hade ett hål där det saknades 45 miljarder pund.
Hon efterträddes på posten av Rishi Sunak. Truss ställde i parlamentsvalet 2024, men förlorade sin säte.